# Omphale (geslacht)
Omphale is een geslacht van vliesvleugeligen uit de familie Eulophidae. De wetenschappelijke naam van dit geslacht is voor het eerst geldig gepubliceerd in 1833 door Haliday.

## Soorten
Het geslacht Omphale omvat de volgende soorten:
- Omphale absoluta Hansson, 2004
- Omphale acamas (Walker, 1839)
- Omphale aceris (Erdös, 1951)
- Omphale acuminata Gijswijt, 1976
- Omphale acuminaticornis (Girault, 1916)
- Omphale acuminativentris (Girault, 1917)
- Omphale adinothrix Hansson, 2004
- Omphale admirabilis (Westwood, 1833)
- Omphale adynata Hansson, 2004
- Omphale aethiops Graham, 1963
- Omphale aetius (Walker, 1839)
- Omphale aglaia Hansson, 2004
- Omphale agujascola Hansson, 2004
- Omphale alocata Hansson, 2004
- Omphale alpestris Hansson, 2004
- Omphale alpinicola Hansson, 2004
- Omphale altamiraensis Hansson, 2004
- Omphale alticola Hansson, 2004
- Omphale americana (Hansson, 1988)
- Omphale angusticornis Hansson, 1997
- Omphale antonioi Hansson, 2004
- Omphale aperta Hansson, 2004
- Omphale aphelonota Hansson, 2004
- Omphale argothrymma Hansson, 2004
- Omphale aspersa Hansson, 2004
- Omphale astom Narendran, 2006
- Omphale aulacis Hansson, 2004
- Omphale aureopurpurea Hansson, 1996
- Omphale australis Hansson, 1996
- Omphale baryhypha Hansson, 2004
- Omphale betulicola Graham, 1963
- Omphale bicincta Ashmead, 1888
- Omphale bicolorithorax (Girault, 1915)
- Omphale bipunctata (Szelényi, 1977)
- Omphale bitaeniata Hansson, 2004
- Omphale bitincta Hansson, 2004
- Omphale bouischium Hansson, 2004
- Omphale brevibuccata Szelényi, 1978
- Omphale brevicornis Hansson, 1996
- Omphale brevis Graham, 1963
- Omphale breviventris Graham, 1970
- Omphale bricenoi Hansson, 2004
- Omphale cacaoensis Hansson, 2004
- Omphale caelata Hansson, 2004
- Omphale calicuti Narendran, 2006
- Omphale capillata Hansson, 2004
- Omphale carballoi Hansson, 2004
- Omphale carinata Hansson, 1997
- Omphale carlylei (Girault, 1917)
- Omphale cavei Hansson, 2004
- Omphale cerina Hansson, 2004
- Omphale cherana Hansson, 1997
- Omphale chryseis Graham, 1963
- Omphale clavata Hansson, 1996
- Omphale clinata Hansson, 2004
- Omphale clymene (Walker, 1839)
- Omphale clypealba Hansson, 1996
- Omphale clypealis (Thomson, 1878)
- Omphale clypeogilba Hansson, 2004
- Omphale clypeolata Hansson, 1996
- Omphale cocaensis Hansson, 2004
- Omphale coilus (Walker, 1839)
- Omphale connectens Graham, 1963
- Omphale crinicornis Hansson, 2004
- Omphale cumbrensis Hansson, 1997
- Omphale cyaneicorpus (Girault, 1915)
- Omphale cyclospila Hansson, 2004
- Omphale dentata Hansson, 1997
- Omphale deplanata Hansson, 1996
- Omphale derogaster Hansson, 2004
- Omphale didieri Hansson, 2004
- Omphale diocles (Walker, 1839)
- Omphale divina (Girault, 1916)
- Omphale doddi (Girault, 1915)
- Omphale earina Hansson, 2004
- Omphale elevata Hansson, 1996
- Omphale elongata (Girault, 1915)
- Omphale epaphus (Walker, 1839)
- Omphale erginnus (Walker, 1839)
- Omphale exerinea Hansson, 2004
- Omphale exodonta Hansson, 1996
- Omphale exserta Hansson, 1996
- Omphale figena Hansson, 2004
- Omphale filicornis Hansson, 1996
- Omphale flava (Howard, 1897)
- Omphale flavicephala Hansson, 1996
- Omphale flavicorpus (Girault, 1915)
- Omphale flavifacies Hansson, 1996
- Omphale flavifrons Hansson, 1996
- Omphale flavirufa Hansson, 2004
- Omphale flaviscutellum Hansson, 1997
- Omphale fossata Hansson, 1997
- Omphale foveata Hansson, 1997
- Omphale foviger Hansson, 2004
- Omphale friedmani Hansson, 2004
- Omphale fulgida Hansson, 1997
- Omphale gallicola (Risbec, 1952)
- Omphale ganota Hansson, 2004
- Omphale gauldi Hansson, 2004
- Omphale gibsoni Hansson, 2004
- Omphale gilva Hansson, 2004
- Omphale globosa Hansson, 2004
- Omphale gracilicornis (Hansson, 1987)
- Omphale gracilis Hansson, 1997
- Omphale grahami Gijswijt, 1976
- Omphale guanacastensis Hansson, 2004
- Omphale guatemalensis Hansson, 2004
- Omphale haplospina Hansson, 2004
- Omphale helavai Hansson, 2004
- Omphale hermosa Hansson, 2004
- Omphale heydoni Narendran, 2006
- Omphale hirtipennis Hansson, 2004
- Omphale huggerti (Hansson, 1988)
- Omphale ianthina Hansson, 2004
- Omphale inaequalis Hansson, 2004
- Omphale inaerea (Girault, 1915)
- Omphale incisa Hansson, 2004
- Omphale incurvata Hansson, 2004
- Omphale indistincta Hansson, 1997
- Omphale infulata Hansson, 2004
- Omphale insetosa Hansson, 2004
- Omphale isander (Walker, 1839)
- Omphale ivani Hansson, 2004
- Omphale kasirensis Hansson, 2004
- Omphale laeta Förster, 1861
- Omphale laevigata Hansson, 1996
- Omphale laeviplana Hansson, 2004
- Omphale lanceolata Hansson, 1997
- Omphale leiromela Hansson, 2004
- Omphale leirostoma Hansson, 2004
- Omphale lenticeps (Erdös, 1958)
- Omphale leucoclasma Hansson, 2004
- Omphale lissosoma Hansson, 2004
- Omphale longiseta Hansson, 1996
- Omphale longiventris (Ling, 1994)
- Omphale lugens (Nees, 1834)
- Omphale lugubris Askew, 2003
- Omphale lurida Hansson, 2004
- Omphale mandibularis (Girault, 1915)
- Omphale marginalis Hansson, 1996
- Omphale marica (Walker, 1839)
- Omphale marylandensis (Girault, 1916)
- Omphale masneri Hansson, 1996
- Omphale matrana Erdös, 1954
- Omphale melinum Efremova & Kriskovich, 1994
- Omphale mellea Hansson, 1996
- Omphale merista Hansson, 2004
- Omphale metallica Hansson, 1997
- Omphale microstoma (Graham, 1963)
- Omphale monticola Hansson, 2004
- Omphale moraviensis Hansson, 2004
- Omphale morulipes Hansson, 2004
- Omphale multidentata (Girault, 1915)
- Omphale narinosa Hansson, 2004
- Omphale nasuta Hansson, 2004
- Omphale nigriscapus Hansson, 2004
- Omphale nita Hansson, 1997
- Omphale nitens Graham, 1963
- Omphale nitida Hansson, 1996
- Omphale notaula Hansson, 1997
- Omphale noyesi Hansson, 2004
- Omphale obscura Hansson, 1997
- Omphale obscurinotata (Girault, 1916)
- Omphale ocelliparva Hansson, 1996
- Omphale ochrosoma Hansson, 2004
- Omphale oculiparva Hansson, 1996
- Omphale orbatum (Szelényi, 1978)
- Omphale orbita Hansson, 2004
- Omphale oriampla Hansson, 1997
- Omphale orilata Hansson, 1996
- Omphale pallida Hansson, 1997
- Omphale pauli Hansson, 2004
- Omphale pedicellata Hansson, 1996
- Omphale perimeces Hansson, 2004
- Omphale petatlana Hansson, 1997
- Omphale petiolata Hansson, 1997
- Omphale phaola (Walker, 1839)
- Omphale phruron (Walker, 1839)
- Omphale pileagena Hansson, 2004
- Omphale pilosa Hansson, 1996
- Omphale pitillae Hansson, 2004
- Omphale poeta (Girault, 1920)
- Omphale prabha Narendran, 2006
- Omphale prasina Hansson, 1996
- Omphale prolata Hansson, 2004
- Omphale prolongata Hansson, 2004
- Omphale pronapis (Walker, 1839)
- Omphale pulchella (Girault, 1915)
- Omphale pulchra (Ling, 1994)
- Omphale purpurea Hansson, 1996
- Omphale quinquefasciata (Girault, 1915)
- Omphale radialis (Thomson, 1878)
- Omphale ramonensis Hansson, 2004
- Omphale rhesus (Walker, 1839)
- Omphale rhorata Hansson, 2004
- Omphale rieki (Boucek, 1988)
- Omphale rojasi Hansson, 2004
- Omphale rotundigaster Hansson, 2004
- Omphale rubigus (Walker, 1839)
- Omphale sabicegena Hansson, 2004
- Omphale safranota Hansson, 2004
- Omphale salicis (Haliday, 1833)
- Omphale scrobiculata Hansson, 2004
- Omphale scutellata (Girault, 1916)
- Omphale selvae Hansson, 2004
- Omphale semiabdita Hansson, 2004
- Omphale semiflavifrons (Girault, 1913)
- Omphale semiglobosa Hansson, 1996
- Omphale setiger Hansson, 2004
- Omphale setosa Hansson, 1996
- Omphale sola Hansson, 1997
- Omphale speciosa Hansson, 1996
- Omphale stelteri (Boucek, 1971)
- Omphale stenobasis Hansson, 2004
- Omphale sti Hansson & Shevtsova, 2012
- Omphale stigma Goureau, 1851
- Omphale stigmalis Hansson, 1997
- Omphale stonia Narendran, 2006
- Omphale straminea Hansson, 1996
- Omphale strictifinis Hansson, 2004
- Omphale sublaevis (Boucek, 1984)
- Omphale sulcatiscutum (Girault, 1924)
- Omphale sulciscuta (Thomson, 1878)
- Omphale taborskyi (Boucek, 1984)
- Omphale taenifer Hansson, 2004
- Omphale tanyops Hansson, 2004
- Omphale tanyscapus Hansson, 2004
- Omphale tanyteles Hansson, 2004
- Omphale tanytelson Hansson, 2004
- Omphale tapantibios Hansson, 2004
- Omphale telephe (Walker, 1839)
- Omphale tempora Hansson, 1997
- Omphale teresis Askew, 2003
- Omphale theana (Walker, 1839)
- Omphale thoracicus (Ashmead, 1894)
- Omphale tria Hansson, 1997
- Omphale triangulata Hansson, 1997
- Omphale triclava Hansson, 1996
- Omphale tropifer Hansson, 2004
- Omphale truncatipennis Hansson, 2004
- Omphale turgidus Yefremova, 2011
- Omphale uruapana Hansson, 1997
- Omphale valida Hansson, 1997
- Omphale vargasi Hansson, 2004
- Omphale varia (Hansson, 1987)
- Omphale varinotata (Girault, 1915)
- Omphale varipes (Thomson, 1878)
- Omphale versicolor (Nees, 1834)
- Omphale villalobosi Hansson, 2004
- Omphale vinacea Hansson, 1996
- Omphale viridiscutellum (Girault, 1916)
- Omphale vulgaris Hansson, 1996
- Omphale wahli Hansson, 1996
- Omphale wasari Narendran, 2006
- Omphale whartoni Hansson, 1997
- Omphale woolleyi Hansson, 1997
- Omphale xanthoceps Hansson, 2004
- Omphale zunigai Hansson, 2004